# Hachimaki
Hachimaki  (jap. 鉢巻) – opaska na głowę, zazwyczaj biała, noszona w Japonii m.in. jako symbol wytrwałości, odwagi, nieustępliwości intencji lub wysiłku, ale także jako wyraz protestu. Ma służyć wzmocnieniu, tworzeniu poczucia wspólnoty grupowej, skupieniu umysłu i poprawy ducha.

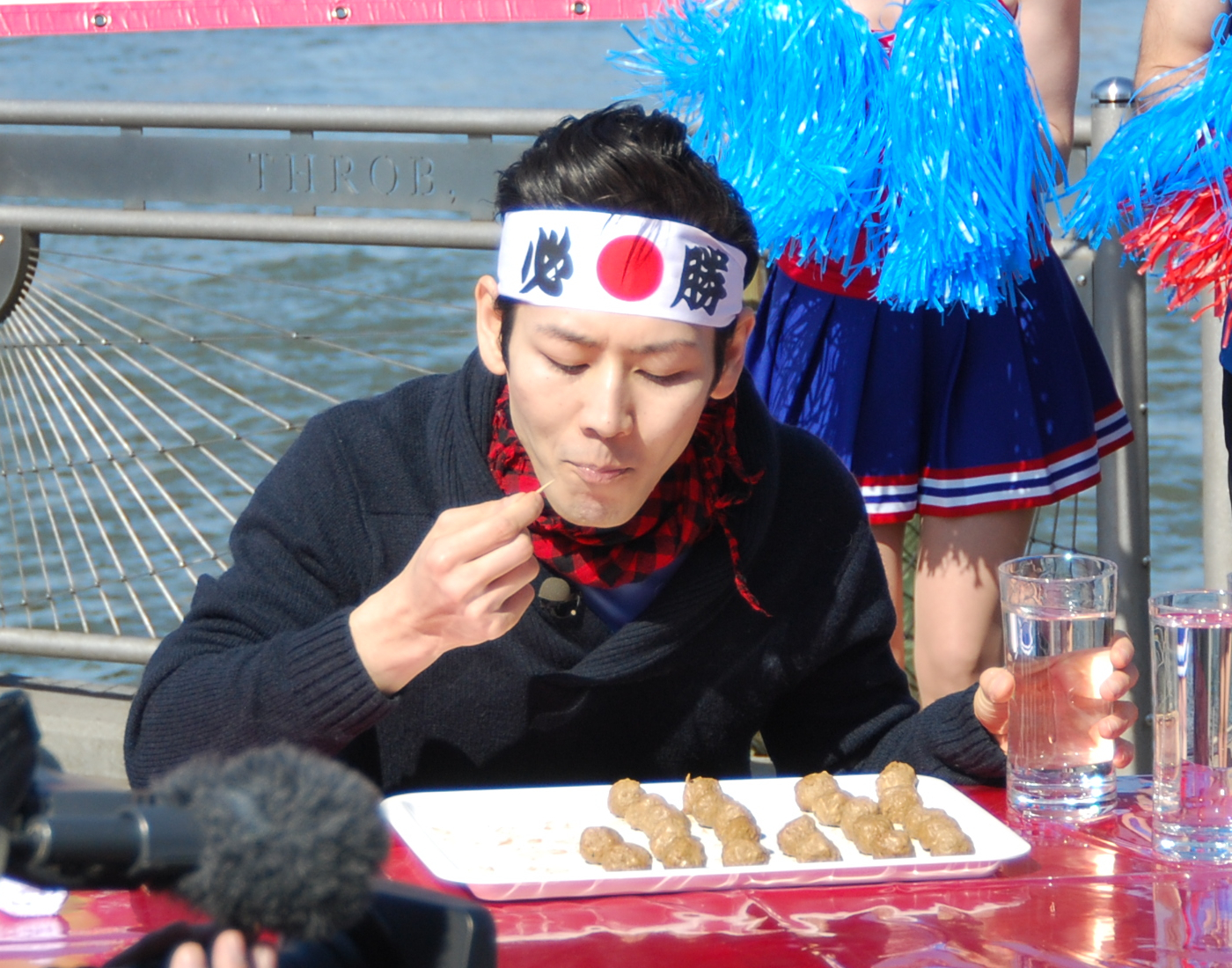
Takeru Kobayashi, rekordzista świata w jedzeniu na czas, ze znakiem hinomaru i napisem „pewne zwycięstwo”

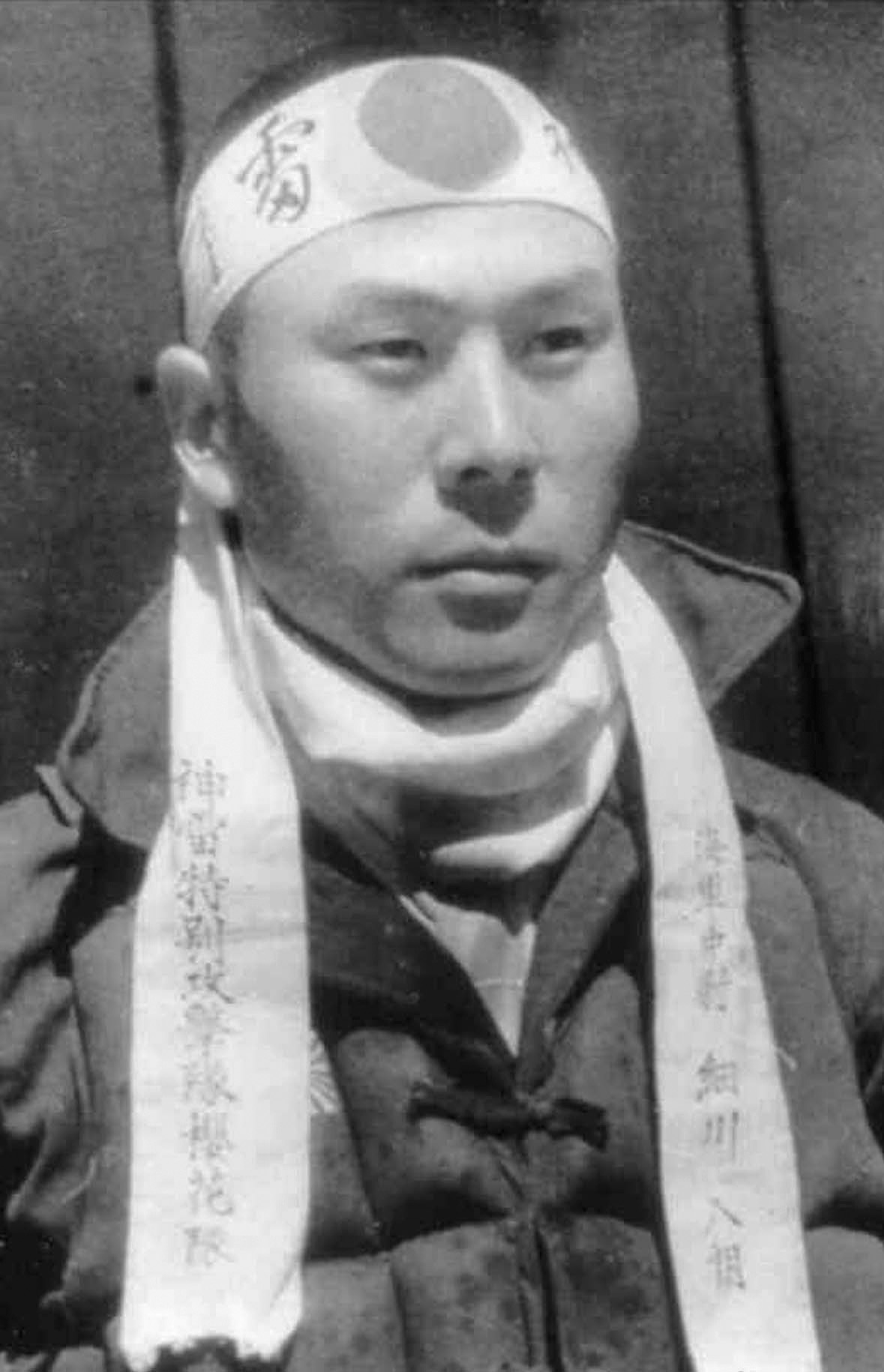
Japoński pilot kamikaze noszący hachimaki

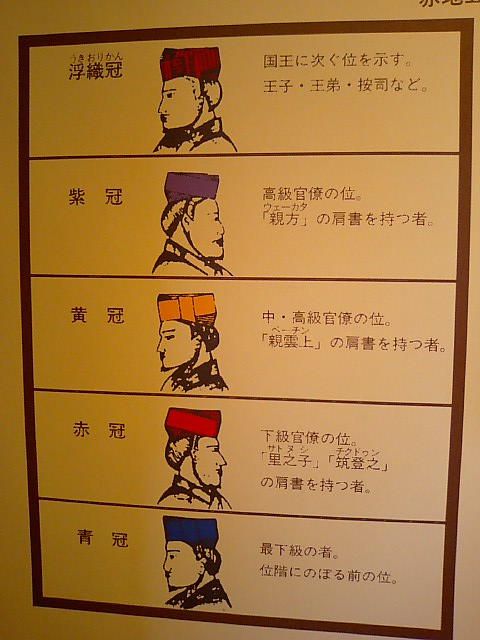
Riukiu hachimachi według rang

Często umieszczany jest na nich znak hinomaru oraz napisy, takie jak: „pełne zwycięstwo”, „najlepszy w Japonii”. 

## Historia
Ustalenie początków tego zwyczaju wydaje się niemożliwe. Jest wiele teorii i przypowieści, z których najstarsza sięga czasów legendarnych. Rzekomo bogini Amenouzume, wywabiając tańcem i muzyką boginię Amaterasu z jej zamknięcia w jaskini, miała na głowie opaskę (wianek) z bluszczu. 
Niektóre teorie łączą opaskę z tymi noszonymi przez wczesnych religijnych ascetów, ze zwyczajami religijnymi. Inne, że wzmacniały osadzenie hełmów samurajów, pochłaniały pot i przytrzymywały włosy z dala od ich oczu. 
Według innej legendy, po raz pierwszy zawiązało je w 1702 roku czterdziestu siedmiu rōninów przed atakiem na siedzibę Yoshinaki Kiry, mającym na celu zemstę za śmierć ich daimyō, Asano. Opaski służyły wzajemnemu rozpoznaniu się w czasie nocnego ataku.
Hachimaki w postaci skręconego ręcznika lub chłonącego wodę materiału było i jest używane przez rzemieślników i osoby pracujące fizycznie w ochronie przed potem zalewającym oczy. 
Pod koniec II wojny światowej piloci kamikaze wiązali hachimaki przed startem do swojego ostatniego lotu. Poza Japonią jest to najczęstsze skojarzenie użycia tej opaski przez Japończyków.
Obecnie są używane przez sportowców, grupy wsparcia, studentów przygotowujących się do egzaminów, a także w innych podobnych przypadkach.

## Rodzaje hachimaki
- Nejiri-hachimaki (lub neji-hachimaki) – skręcone hachimaki w formie sztywnej liny; noszone np. podczas festiwali
- Mukō-hachimaki – chachimaki zawiązane z przodu
- Kuwagata-hachimaki – używane przez kobiety do utrzymywania włosów w określony sposób, nie jest mocno wiązane wokół głowy, ale układane na niej, jako ozdoba; ten styl jest również nazywany kuwagata-kaburi („nakrycie głowy w kształcie motyki”)[3]

## Hachimaki na wyspachRiukiu
Panujący w latach 1477–1526 władca Królestwa Riukiu, Shō Shin, wprowadził w 1524 roku system noszenia czapek dworskich, które nazywały się hachimaki (jap.) lub hachimachi (riukiuański). Kolor czapki wskazywał na rangę urzędnika według kolorów. Czapki te – określane niekiedy niewielkimi turbanami – są porównywane do koron lub diademów noszonych na Zachodzie. Były wytwarzane z włókna bananowca Musa basjoo. Uważa się, że zwyczaj używania tego rodzaju nakrycia głowy pochodził z Azji Południowej.

## Galeria

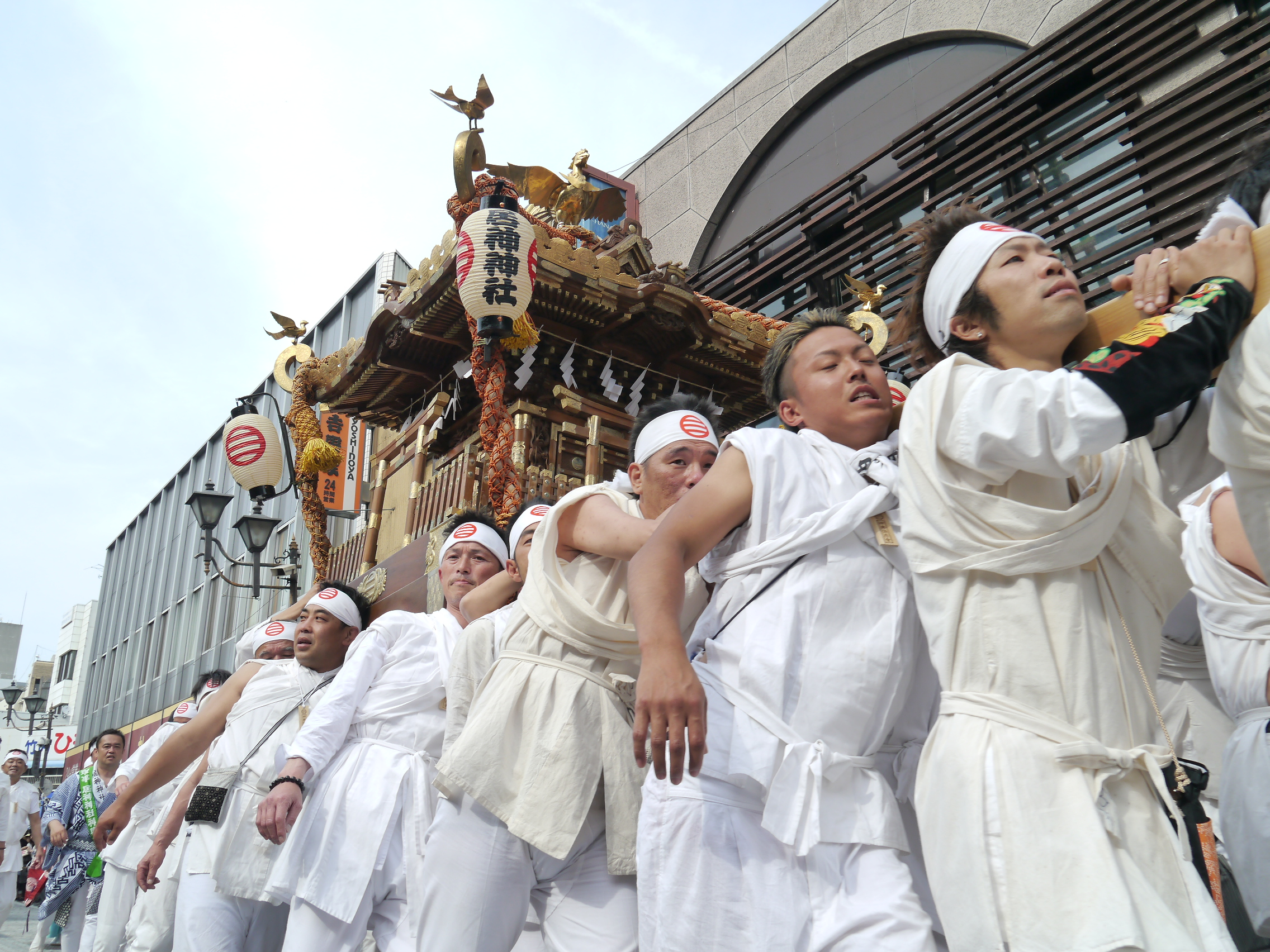
Nosząc mikoshi w czasie świąt shintō
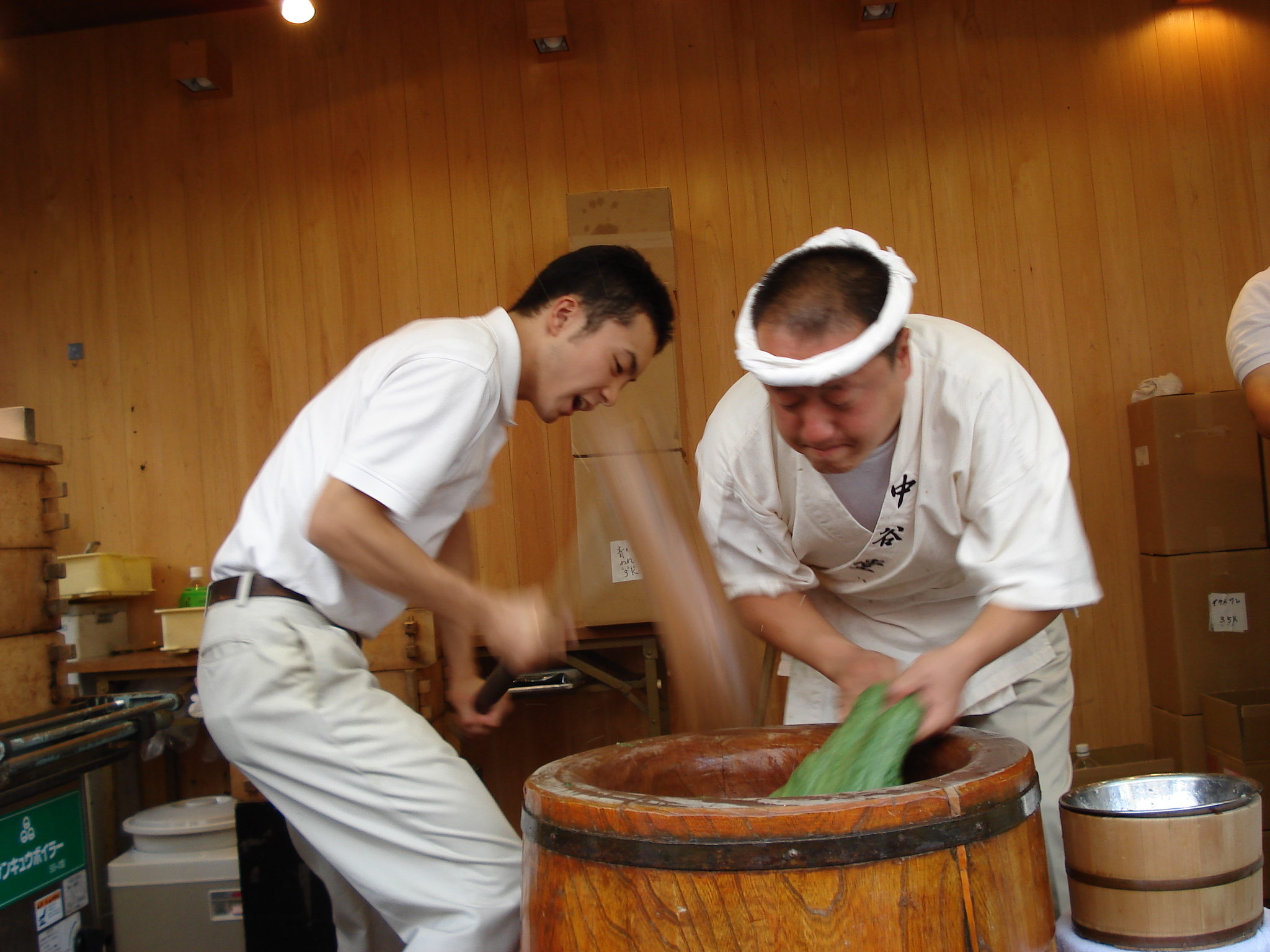
Neji-hachimaki (skręcony ręcznik od potu)[1] założony do mochitsuki
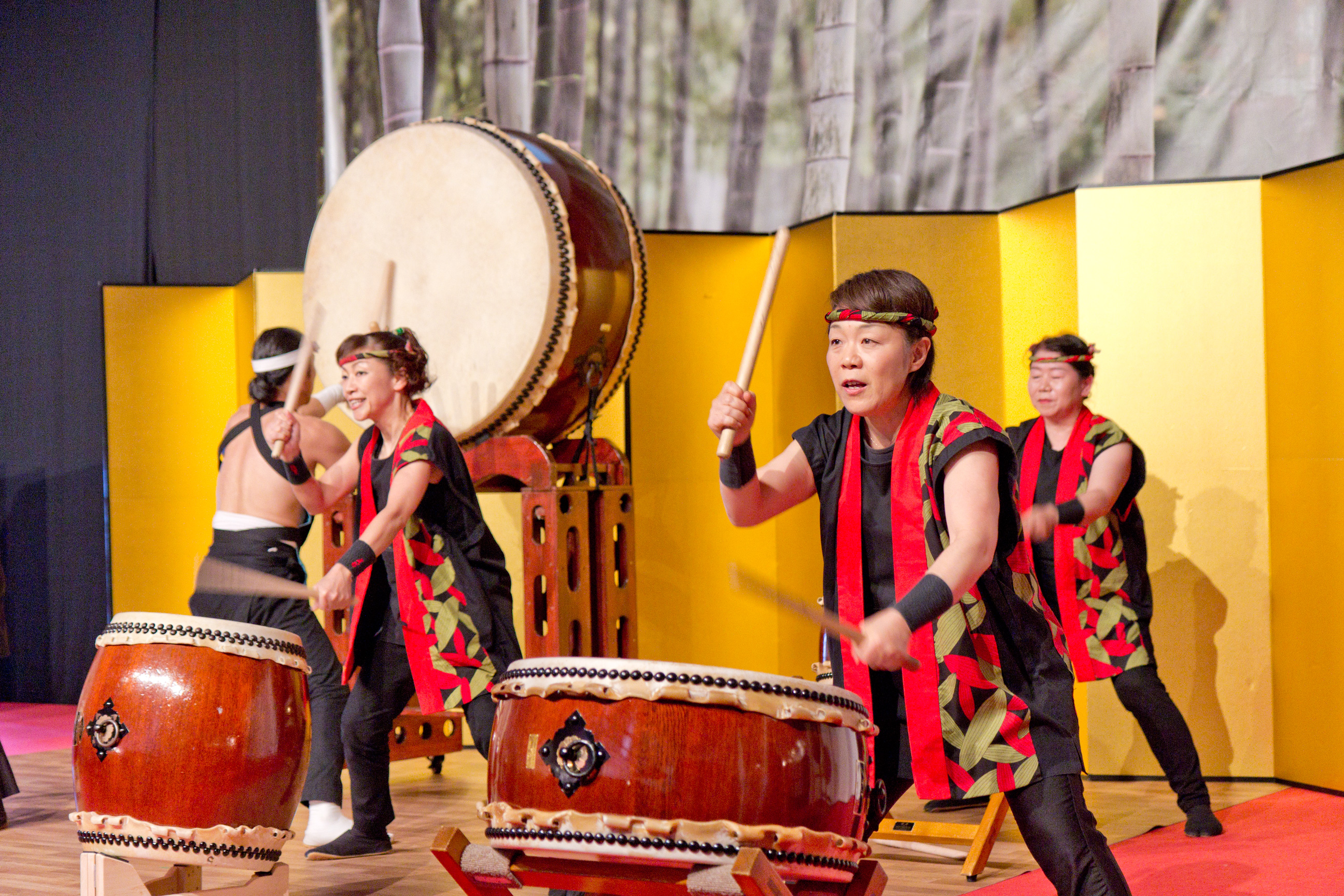
Grający na bębnach zawiązują hachimaki
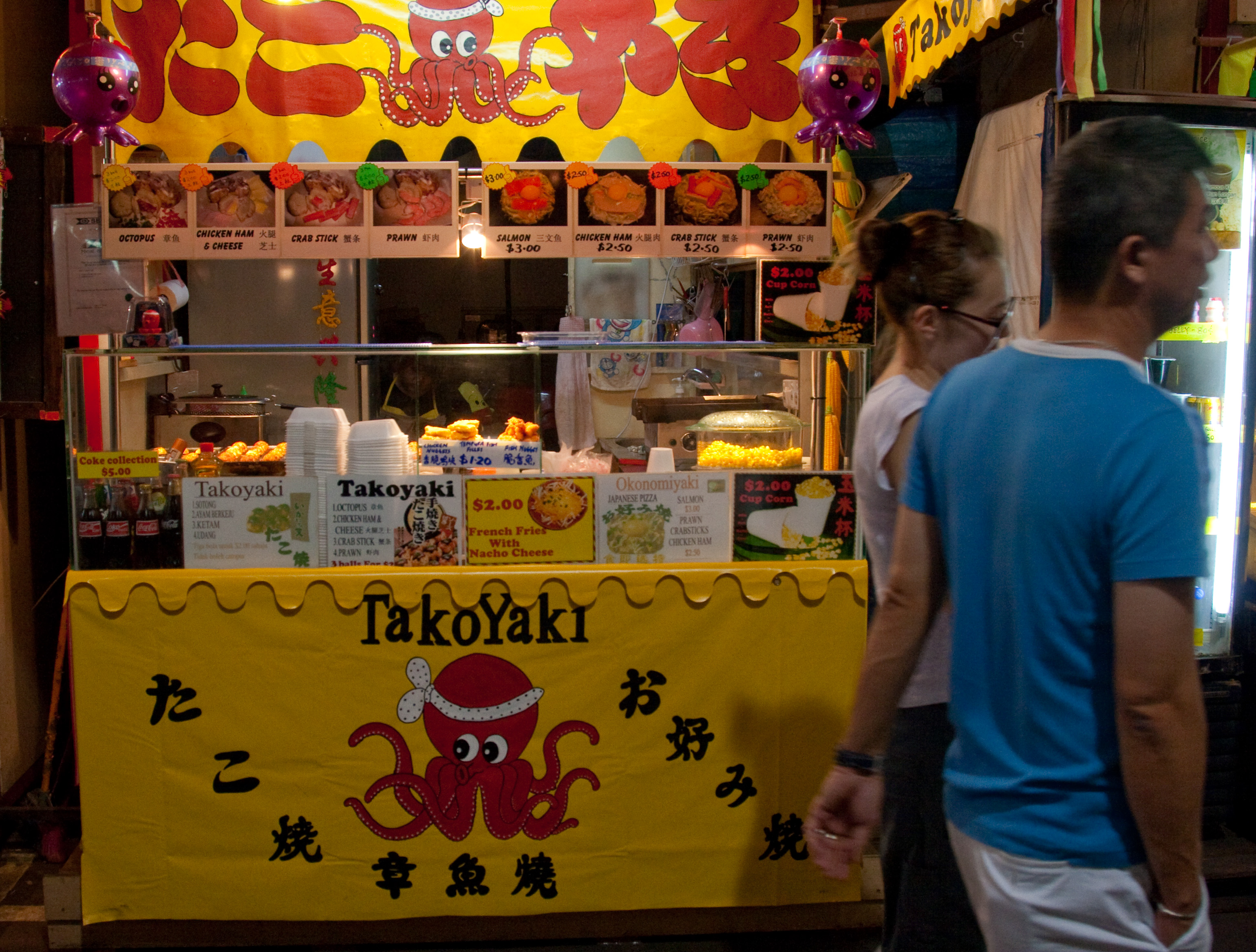
Ośmiornica w hachimaki na stoisku z takoyaki w Singapurze